# Медаль Левенгука
Медаль Левенгука (англ. Leeuwenhoek Medal) — нідерландська нагорода за видатні дослідження у галузі мікробіології, якою нагороджує Нідерландська королівська академія наук.

## Історія

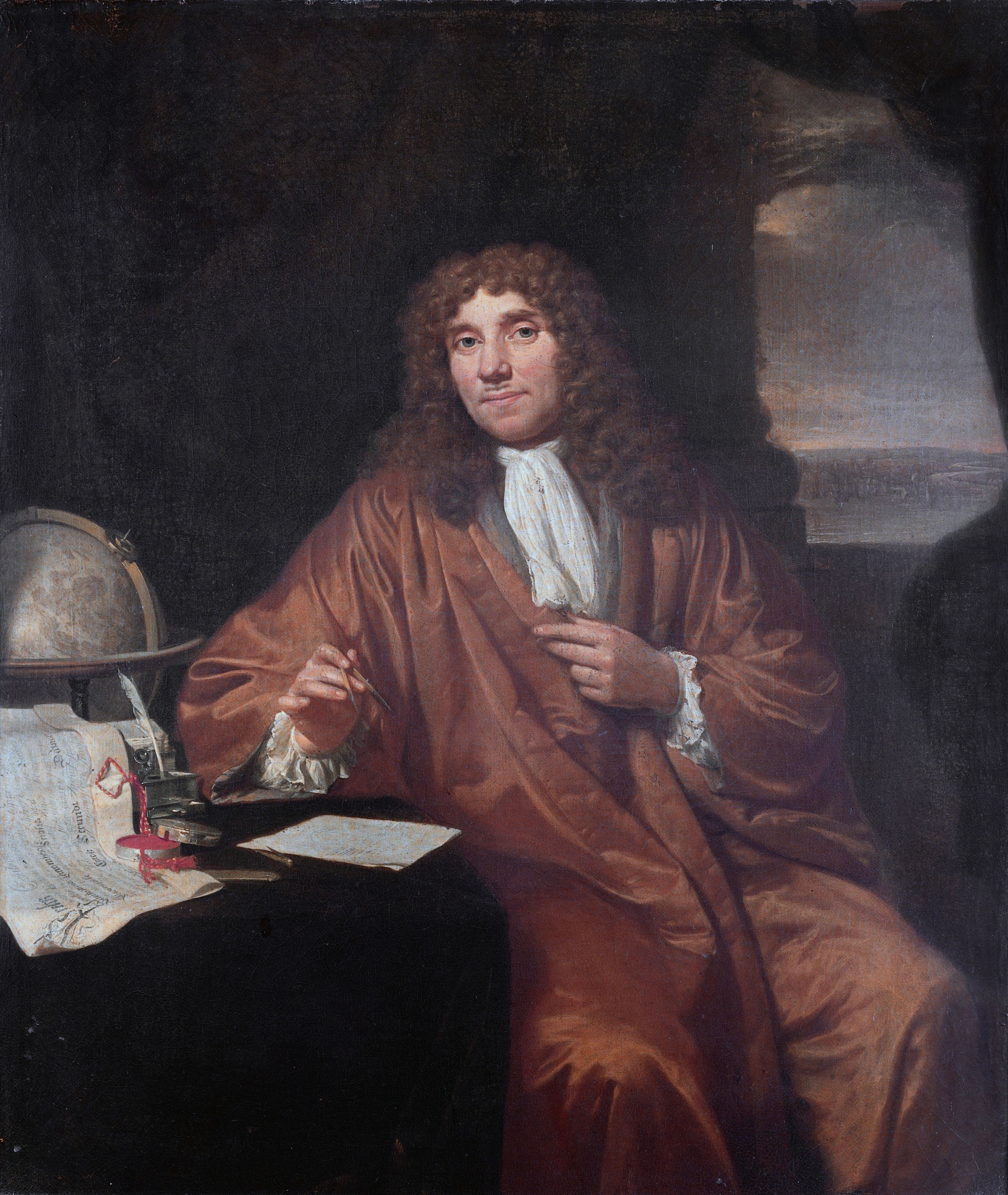
Антоні ван Левенгук

Медаль заснована у 1877 році та носить ім'я голландського натураліста, конструктора мікроскопів та основоположника наукової мікроскопії Антоні ван Левенгука. Медаль вручають науковцям різних країн раз у 10 років.

## Лауреати
- 1877, Крістіан Ґоттфрід Ернберг, Німеччина
- 1885, Фердинанд Юліус Кон, Німеччина
- 1895, Луї Пастер, Франція
- 1905, Мартінус Віллем Беєрінк, Нідерланди
- 1915, Девід Брюс, Велика Британія
- 1925, Фелікс д'Ерель, Єгипет
- 1935, Сергій Виноградський, Франція
- 1950, Зельман Ваксман, США
- 1960, Андре Львов, Франція
- 1970, Корнеліс ван Ніль (Kees van Niel), США
- 1981, Роджер Стайнер (Roger Yate Stanier), Канада
- 1992, Карл Воуз, США
- 2003, Карл Штеттер, Німеччина
- 2015, Крейг Вентер, США